# Cabo Verde (Minas Gerais)
Pour les articles homonymes, voir Cabo Verde (homonymie).
Cabo Verde est une municipalité brésilienne de l'État du Minas Gerais et la microrégion de São Sebastião do Paraíso.